# Ху Биньюань
Ху Биньюань (кит. упр. 胡斌渊, пиньинь Hu Binyuan, род. 7 ноября 1977, Шанхай) — китайский стрелок, специализирующийся в дисциплине дубль-трап. Призёр Олимпийских игр и чемпионатов мира. Участник четырёх Олимпиад.

## Карьера
Выступления на международном уровне Ху Биньюань начал в 1995 году и уже через год стал чемпионом Азии, выиграв состязания по дубль-трапу в родном Шанхае. Спустя два года выиграл золотую медаль на Азиатских играх в Таиланде.
В 2004 году дебютировал на Олимпийских играх. В олимпийском дубль-трапе был близок к завоеванию медали, но занял четвёртое место, уступив один точный выстрел товарищу по команде Ван Женю. В 2006 и 2007 дважды становился вице-чемпионом мира в дубль-трапе.
На домашних Играх в Пекине завоевал бронзовую медаль. После квалификации он занимал четвёртое место, уступая два очка третьему месту, но в финале смог отыграть это отставание и с результатом 184 очка (138+46) стал третьим.
Также принимал участие в Олимпиадах в Лондоне и Рио-де-Жанейро, но оба раза не смог пройти квалификацию, занимая 14 и 8 места соответственно.